# 切叶蚁激素
切叶蚁激素是一种昆虫追踪激素，是蚂蚁外出行动的信息标记。
切叶蚁激素的化学名为：4-甲基-2-吡咯甲酸甲酯(Methyl 4-methylpyrrole-2-carboxylate)，分子量220.80，结晶状固体，熔点73℃。
切叶蚁激素可以吡咯为原料，经羧基化、甲酰化等反应，以较好的产率制备。